# Miljonär för en dag (1951)
Miljonär för en dag (engelska: Double Dynamite) är en amerikansk musikalisk komedifilm från 1951 i regi av Irving Cummings. I huvudrollerna ses Jane Russell, Groucho Marx och Frank Sinatra.

## Rollista i urval
- Jane Russell - Mildred "Mibs" Goodhue
- Groucho Marx - Emile J. Keck
- Frank Sinatra - Johnny Dalton
- Don McGuire - Bob Pulsifer, Jr.
- Howard Freeman - R. B. Pulsifer, Sr.
- Nestor Paiva - "Hot Horse" Harris
- Frank Orth - Mr. Kofer
- Harry Hayden - J. L. McKissack
- William Edmunds - Mr. Baganucci, Emiles chef
- Russell Thorson - IRS tjänsteman